# Автоматичний контроль процесу дроблення
Автоматичний контроль процесу дроблення.
Технологічно доцільно здійснювати автоматичний контроль кількості матеріалу, що переробляється, гранулометричного складу дробленого продукту, рівнів матеріалу у бункерах і дробарках, наявності в руді сторонніх металевих предметів, температури підшипників і обмоток електродвигунів та системи централізованого змащування.
Кількість матеріалу, що переробляється, вимірюють конвеєрними вагами, крупність дробленого продукту можна контролювати різними гранулометрами.
Наявність верхнього рівня руди на різних ділянках дробарки дає інформацію про перевантаження або про забивання нижньої розвантажувальної щілини. Для контролю верхнього рівня використовуються сигналізатори наявності руди і гамма-реле, а для електропровідних руд — електродні рівнеміри.
Контроль нижнього рівня в приймальних бункерах необхідний не тільки для отримання інформації про кількість матеріалу, але і для запобігання від руйнування живильників падаючими шматками руди при завантаженні бункера (на пластинчатому живильнику постійно повинен залишатися невеликий шар матеріалу).
Нижній рівень матеріалу у бункері контролюють переважно за допомогою гамма-реле.
Датчики-реле нижнього рівня в приймальних бункерах застосовуються також у схемах сигналізації і захисту.
Для автоматичного виявлення сторонніх металевих предметів встановлюються стандартні металошукачі і металовловлювачі.
Контроль температури вузлів тертя і обмоток електродвигунів може бути здійснений з допомогою термо- або тензорезисторів, а реєстрація — багатоточкових автоматичних мостів змінного струму з вбудованими контактними пристроями, які використовуються у схемах захисту і сигналізації.
Вся сучасна дробильна техніка обладнана системами централізованого змащування. Апаратура для контролю системи змащування поставляється, як правило, комплектно з дробаркою, включає прилади для вимірювання температури масла, рівня в маслобаку і тиску в маслопроводі.